# Meieranita
La meieranita és un mineral de la classe dels silicats que pertany al supergrup de la nordita. Rep el nom en honor d'Eugene Stuart Meieran (n. 23 de desembre de 1937, Cleveland, Ohio, EUA), membre de l'Acadèmia Nacional d'Enginyeria dels Estats Units, qui va ser guardonat amb la Medalla Carnegie el 2004.

## Característiques
La meieranita és un inosilicat de fórmula química Na₂Sr₃MgSi₆O17. Va ser aprovada com a espècie vàlida per l'Associació Mineralògica Internacional l'any 2015, sent publicada per primera vegada el 2019. Cristal·litza en el sistema ortoròmbic. La seva duresa a l'escala de Mohs és 5,5.
Segons la classificació de Nickel-Strunz, la meieranita hauria de pertànyer a "09.DO - Inosilicats amb 7-, 8-, 10-, 12- and 14-cadenes periòdiques» juntament amb els següents minerals: piroxferroïta, piroxmangita, pel·lyïta, nordita-(Ce), nordita-(La), ferronordita-(Ce), manganonordita-(Ce), ferronordita-(La), alamosita i liebauïta.
Les mostres que van servir per a determinar l'espècie, el que es coneix com a material tipus, es troben conservades al Museu Mineral de la Universitat d'Arizona, a Tucson (Arizona), amb el número de catàleg: 20011, i al projecte RRUFF, amb el número de dipòsit: r140947.

## Formació i jaciments
Va ser descoberta a la mina Wessels, a la localitat de Hotazel, dins el camp de manganès del Kalahari (Cap Septentrional, Sud-àfrica), on es troba formant agregats granulars aïllats encastats en una matriu principalment de sugilita. Aquest indret és l'únic a tot el planeta on ha estat descrita aquesta espècie mineral.